# Martin Damsbo
Martin Damsbo (26 de mayo de 1985) es un deportista danés que compite en tiro con arco, en la modalidad de arco compuesto.
Ganó cinco medallas en el Campeonato Mundial de Tiro con Arco al Aire Libre entre los años 2007 y 2023, y tres medallas en el Campeonato Mundial de Tiro con Arco en Sala entre los años 2005 y 2016.
Además, obtuvo cinco medallas en el Campeonato Europeo de Tiro con Arco al Aire Libre entre los años 2008 y 2016, y siete medallas en el Campeonato Europeo de Tiro con Arco en Sala entre los años 2006 y 2025.

## Palmarés internacional
| Campeonato Mundial al Aire Libre | Campeonato Mundial al Aire Libre | Campeonato Mundial al Aire Libre | Campeonato Mundial al Aire Libre |
| Año                              | Lugar                            | Medalla                          | Prueba                           |
| -------------------------------- | -------------------------------- | -------------------------------- | -------------------------------- |
| 2007                             | Leipzig (Alemania)               | Medalla de bronce                | Individual                       |
| 2011                             | Turín (Italia)                   | Medalla de plata                 | Equipo                           |
| 2013                             | Belek (Turquía)                  | Medalla de oro                   | Equipo                           |
| 2015                             | Copenhague (Dinamarca)           | Medalla de bronce                | Equipo                           |
| 2023                             | Berlín (Alemania)                | Medalla de plata                 | Equipo                           |
| Campeonato Mundial en Sala       |                                  |                                  |                                  |
| Año                              | Lugar                            | Medalla                          | Prueba                           |
| 2005                             | Aalborg (Dinamarca)              | Medalla de bronce                | Equipo                           |
| 2014                             | Nimes (Francia)                  | Medalla de plata                 | Equipo                           |
| 2016                             | Ankara (Turquía)                 | Medalla de plata                 | Equipo                           |
| Campeonato Europeo al Aire Libre |                                  |                                  |                                  |
| Año                              | Lugar                            | Medalla                          | Prueba                           |
| 2008                             | Vittel (Francia)                 | Medalla de bronce                | Individual                       |
| 2010                             | Rovereto (Italia)                | Medalla de plata                 | Equipo mixto                     |
| 2012                             | Ámsterdam (Países Bajos)         | Medalla de plata                 | Individual                       |
| 2014                             | Echmiadzin (Armenia)             | Medalla de oro                   | Equipo mixto                     |
| 2016                             | Nottingham (Reino Unido)         | Medalla de oro                   | Equipo                           |
| Campeonato Europeo en Sala       |                                  |                                  |                                  |
| Año                              | Lugar                            | Medalla                          | Prueba                           |
| 2006                             | Jaén (España)                    | Medalla de oro                   | Equipo                           |
| 2010                             | Poreč (Croacia)                  | Medalla de bronce                | Equipo                           |
| 2011                             | Cambrils (España)                | Medalla de oro                   | Equipo                           |
| 2013                             | Rzeszów (Polonia)                | Medalla de bronce                | Equipo                           |
| 2015                             | Koper (Eslovenia)                | Medalla de bronce                | Equipo                           |
| 2024                             | Varaždin (Croacia)               | Medalla de oro                   | Equipo                           |
| 2025                             | Samsun (Turquía)                 | Medalla de bronce                | Equipo                           |